# 중앙고속도로지선
| 2001년 이전 고속국도 노선 (기종점은 2001년 8월 24일 이전을 기준으로 함) | 2001년 이전 고속국도 노선 (기종점은 2001년 8월 24일 이전을 기준으로 함) |
| ----------------------------------------------------------------------- | ----------------------------------------------------------------------- |
| 노선 기호와 사용 연도                                                   | 19-2                                                                    |
| 노선 기호와 사용 연도                                                   | 1997년 ~ 2001년                                                         |
| 노선명                                                                  | 부산대구고속도로지선 (고속국도 제19-2호선)                              |
| 기점                                                                    | 경상남도 김해시                                                         |
| 종점                                                                    | 경상남도 양산시                                                         |

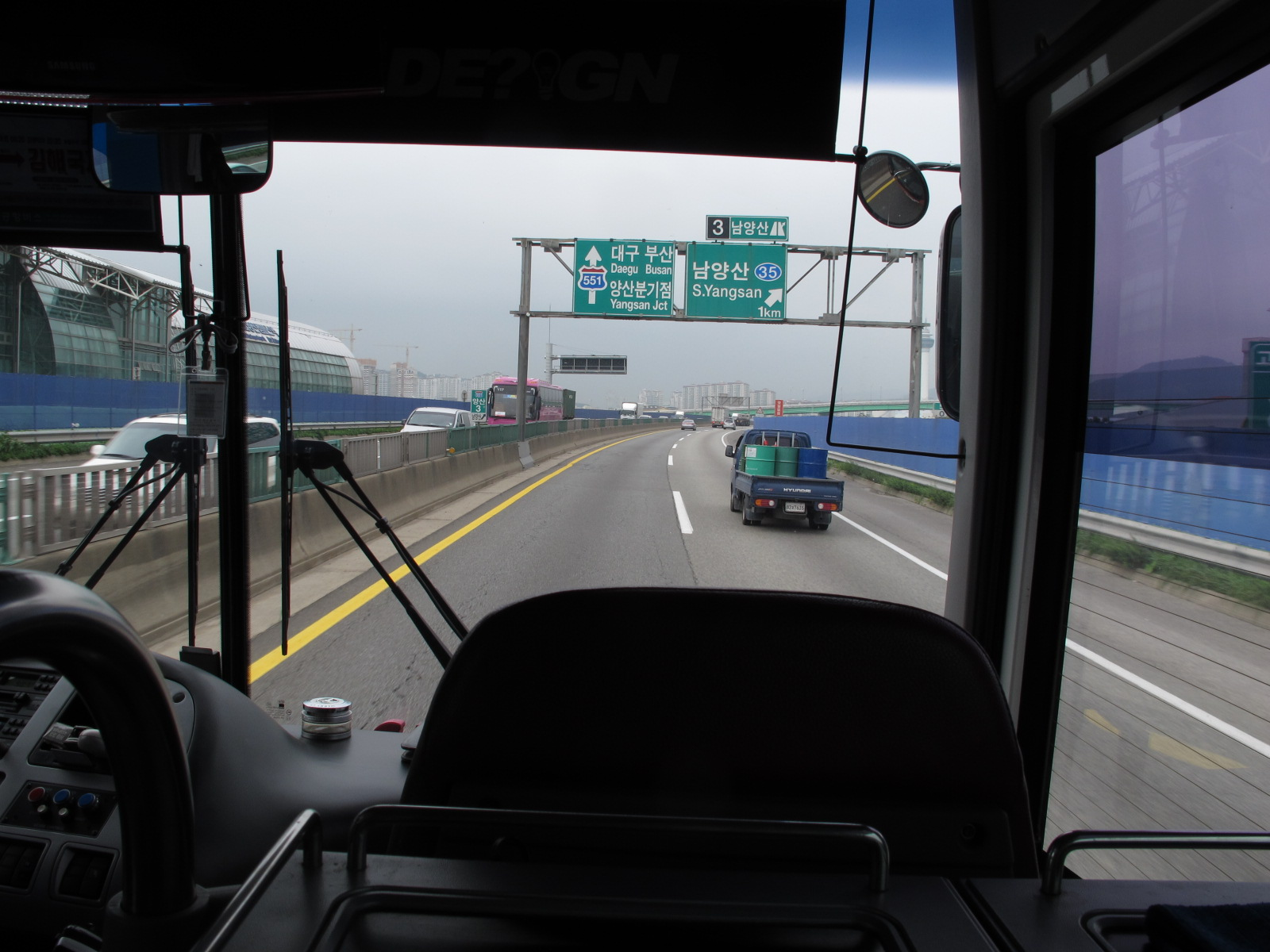
중앙고속도로지선 남양산 나들목 부근

중앙고속도로의지선(中央高速道路의支線, 고속국도 제551호선)은 경상남도 김해시를 기점으로, 양산시를 종점으로 하는 대한민국의 고속도로이며 중앙고속도로의 지선이다.
초기에는 고속국도 제19-2호선 부산대구고속도로지선으로 준공되었으나, 2001년 8월 25일 노선체계 변경으로 고속국도 제551호선 중앙고속도로지선으로 노선번호와 명칭을 변경하였다. 이후 중앙고속도로 대동 분기점 ~ 동대구 분기점의 개통으로 인한 교통량 증가로 인하여 2014년 12월까지 확장 공사 및 김해 분기점 ~ 대동 분기점 구간 신설 공사가 진행되어 2014년 12월 22일에 완전 개통되었다.

## 역사
- 1992년 4월 29일 : 경상남도 김해군 대동면 ~ 양산군 양산읍 구간을 고속국도 제19호의2호선 부산 ~ 대구고속도로지선(부산 ~ 대구선의 지선)으로 지정[1]
- 1992년 5월 18일 : 부산 ~ 대구고속도로지선 대동 ~ 양산 구간 신설을 위해 경상남도 양산군 동면 석산리 ~ 김해군 대동면 월촌리 5.537km 구간 도로구역 결정[2]
- 1994년 1월 14일 : 양산 나들목 국도 접속부를 입체화 하기 위해 경상남도 양산군 양산읍 석산리 820m 구간 도로구역 변경[3]
- 1996년 3월 22일 : 1997년 12월까지 양산 나들목 국도 접속부를 입체화 하기 위해 경상남도 양산시 동면 석산리 940m 구간 도로구역 변경[4]
- 1996년 5월 1일 : 남양산 나들목 ~ 양산 분기점 2.0km 구간 개통[5][6]
- 1996년 6월 28일 : 대동 분기점 ~ 남양산 나들목 6.4km 구간 개통[7]
- 1996년 7월 1일 : 기점을 '경상남도 김해군 대동면'에서 '경상남도 김해시 대동면'으로, 종점을 '경상남도 양산군 양산읍'에서 '경상남도 양산시 중부동'으로 변경.[8]
- 2001년 8월 25일 : 고속국도 제551호선 중앙고속도로지선(중앙선의 지선)으로 변경.[9]
- 2008년 7월 16일 : 냉정 ~ 부산 구간 확장 공사를 위해 경상남도 김해시 불암동 ~ 양산시 동면 석산리 17.13km 구간 도로구역 변경[10]
- 2009년 2월 : 대동 분기점 ~ 양산 분기점 구간 (8.2km) 왕복 6차로 확장공사 착공 및 김해 분기점 ~ 대동 분기점 구간 (10km) 왕복 4차로 착공
- 2010년 12월 28일 : 도로명주소에 대동 분기점부터 양산 분기점까지 8.2km 구간을 중앙지선고속도로로 고시[11]
- 2014년 12월 16일 : 김해 분기점 ~ 대동 분기점 9.2km 구간 왕복 4차로 신설 연장 개통 및 대동 분기점 ~ 양산 분기점 6.5km 구간 왕복 6차로 확장 개통[12][13]
- 2015년 3월 27일 : 국토교통부고시로 기점을 '경상남도 김해시 안동', 종점을 '경상남도 양산시 남부동'으로 명시[14]

## 구성
차로수
- 김해 분기점 ~ 대동 분기점, 남양산 나들목 ~ 양산 분기점 : 왕복 4차로
- 대동 분기점 ~ 남양산 나들목 : 왕복 6차로

총 연장
- 18.1km

제한 속도
- 김해 분기점 ~ 양산 분기점 : 최고 100km/h, 최저 50km/h

### 터널
| 터널 이름 | 소재지                        | 길이   | 준공 년도 | 비고      |
| --------- | ----------------------------- | ------ | --------- | --------- |
| 대동1터널 | 경상남도 김해시 불암동        | 1,994m | 2014년    | 양산 방면 |
| 대동1터널 | 경상남도 김해시 불암동        | 1,944m | 2014년    | 김해 방면 |
| 대동2터널 | 경상남도 김해시 대동면 주동리 | 1,139m | 2014년    | 양산 방면 |
| 대동2터널 | 경상남도 김해시 대동면 주동리 | 1,149m | 2014년    | 김해 방면 |
| 대동3터널 | 경상남도 김해시 대동면 예안리 | 1,300m | 2014년    | 양산 방면 |
| 대동3터널 | 경상남도 김해시 대동면 예안리 | 1,295m | 2014년    | 김해 방면 |

## 나들목 · 분기점
- 번호는 진출입교차점 (IC 및 JC) 번호를 말하고, TG는 요금소 (tollgate), SA는 (Service Area)를 뜻한다.
- 거리의 단위는 km이다.

| 번호                     | 이름                     | 로마자 이름              | 한자 이름                | 구간 거리                | 누적 거리                | 접속 노선                                          | 소재지                   | 소재지                   | 비고                                                                                              |
| 10호선 남해고속도로 직결 | 10호선 남해고속도로 직결 | 10호선 남해고속도로 직결 | 10호선 남해고속도로 직결 | 10호선 남해고속도로 직결 | 10호선 남해고속도로 직결 | 10호선 남해고속도로 직결                           | 10호선 남해고속도로 직결 | 10호선 남해고속도로 직결 | 10호선 남해고속도로 직결                                                                          |
| ------------------------ | ------------------------ | ------------------------ | ------------------------ | ------------------------ | ------------------------ | -------------------------------------------------- | ------------------------ | ------------------------ | ------------------------------------------------------------------------------------------------- |
|                          | 김해 분기점              | Gimhae JC                | 金海分岐點               | -                        | 0.00                     | 10호선 남해고속도로                                | 경상남도                 | 김해시                   | 김해방향의 경우 남해고속도로(부산방향) 진출 불가능                                                |
| 1                        | 대동 분기점              | Daedong JC               | 大東分岐點               | 9.19                     | 9.19                     | 55호선 중앙고속도로 (600호선 부산외곽순환고속도로) | 경상남도                 | 김해시                   | 양산방향의 경우 중앙고속도로(부산방향) 진출 불가능 부산방향 진출시 부산외곽순환고속도로 간접 연결 |
| 2                        | 물금                     | Mulgeum                  | 勿禁                     | 4.16                     | 13.35                    | 국도 제35호선 (양산대로) 제방로·황산로             | 경상남도                 | 양산시                   |                                                                                                   |
| 3                        | 남양산                   | S.Yangsan                | 南梁山                   | 2.30                     | 15.65                    | 국도 제35호선 (양산대로)                           | 경상남도                 | 양산시                   |                                                                                                   |
| 4                        | 양산 분기점              | Yangsan JC               | 梁山分岐點               | 1.77                     | 17.42                    | 1호선 경부고속도로                                 | 경상남도                 | 양산시                   |                                                                                                   |

## 주요 통과지
경상남도
- 김해시 (안동 - 불암동 - 지내동 - 대동면) - 양산시 (물금읍 - 동면 - 남부동 - 다방동 - 남부동)

## 같이 보기
- 중앙고속도로